# Instituto Potosino de Investigación Científica y Tecnológica

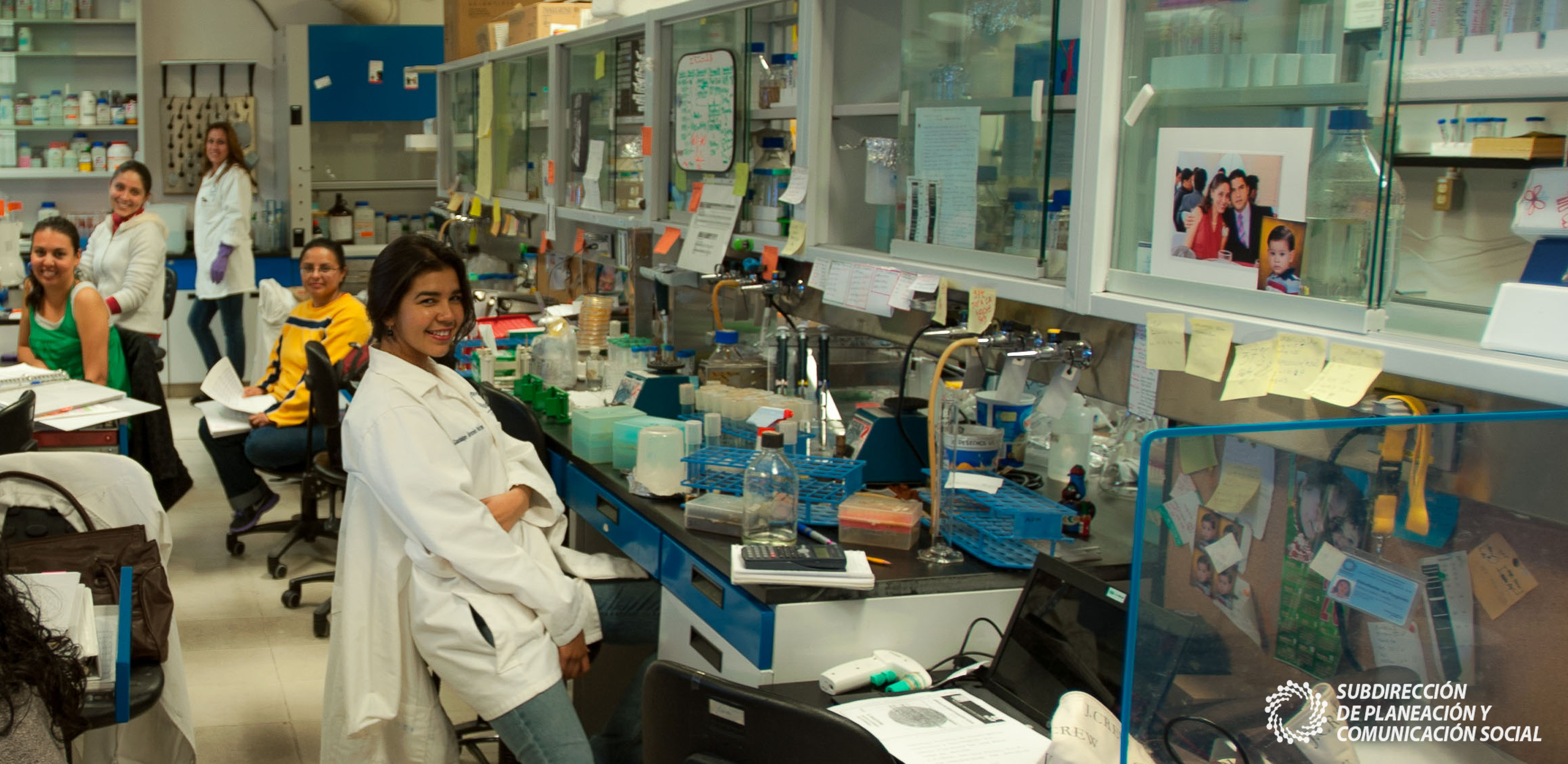

El Instituto Potosino de Investigación Científica y Tecnológica (IPICYT) es un centro público de Investigación perteneciente a la red de centros del Consejo Nacional de Ciencia y Tecnología (CONACYT). Se encuentra ubicado en la ciudad de San Luis Potosí, México y es también un centro académico para la formación de recursos humanos a nivel de maestría y doctorado en diversas áreas.
El IPICYT fue creado el 24 de noviembre de 2000, a través de la iniciativa de investigadores e instituciones públicas interesadas en establecer un espacio alternativo para el desarrollo de las ciencias naturales y exactas, así como para desarrollar tecnologías vinculadas a la solución de problemas locales, regionales y nacionales.

## Historia
El IPICYT se inaugura el 24 de noviembre de 2000, en el marco de una política de desconcentración de la actividad científica en el país. Esto se hizo posible debido a la iniciativa de varios investigadores que durante una década trabajaron en la gestación del proyecto y al interés del Gobierno del Estado de San Luis Potosí, que aportó recursos para la construcción de las primeras instalaciones.
Dentro de la planeación del proyecto para la creación del instituto se definieron cinco áreas de estratégicas en razón de las necesidades de investigación a nivel nacional y los problemas regionales relacionados con el uso y disponibilidad de los recursos naturales. Esas cinco áreas han evolucionado para ser actualmente las divisiones de Biología Molecular, Matemáticas Aplicadas, Materiales Avanzados, Ciencias Ambientales y Geociencias Aplicadas.
En 2002 el Instituto fue reconocido como Centro Público de Investigación (CPI)mediante la publicación de la resolución administrativa en el Diario Oficial de la Federación, siendo en la actualidad uno de los más recientes de los 27 que existen en el país.
En 2003 se inicia la construcción del Centro Nacional de Supercómputo (CNS) a través de un convenio de colaboración con el Texas Advanced Computing Center, dependiente de la Universidad de Texas en Austin. El CNS comienza operaciones en 2006 y adquiere un equipo Cray XD1, en 2007 se pone en operación un equipo IBM E1350 con mayor rendimiento.
Para 2011 el instituto había aumentado considerablemente el tamaño de sus instalaciones con respecto a sus primeros años, contando con cinco edificios dedicados a cinco divisiones de posgrado, tres laboratorios nacionales y un plan de crecimiento continuo.

## Campus
El espacio que ocupan las instalaciones actuales del IPICYT es producto de una donación en conjunto entre los gobiernos estatal y federal. Se trata de un espacio de casi 8 hectáreas localizadas al occidente de la ciudad de San Luis Potosí donde se encuentran los edificios Alfa, Beta, Gamma, Delta; las instalaciones del Centro Nacional de Supercómputo y el edificio de posgrado.

## Divisiones académicas
Con la colaboración interdisciplinaria como uno de sus objetivos, el instituto se dedica a la investigación y desarrollo dentro de cinco áreas específicas:

### Biología Molecular
La biología molecular es considerada como un área estratégica por el Consejo Nacional de Ciencia y Tecnología, pues es la base del conocimiento de la biotecnología moderna y de la genómica. En este orden el IPICYT creó la división de [Biología Molecular], generando conocimientos de vanguardia e impulsando la formación de investigadores y técnicos de excelencia.

#### Áreas estratégicas y líneas de investigación

##### Agrobiología Molecular
- Genes de tolerancia a la sequía
- Patogenia molecular de infecciones de plantas
- Fuentes alternativas de proteínas vegetales
- Diagnóstico molecular de enfermedades en hortalizas
- Genómica y bioinformática
- Replicación y evolución de virus
- Biología molecular de hongos fitopatógenos

##### Biomedicina Molecular
- Ratones transgénicos como modelos de enfermedades humanas
- Proteínas antigénicas codificadas por genes sintéticos (vacunas)
- Diferenciación celular y cáncer
- Expresión de proteínas terapéuticas codificadas por genes sintéticos
- Vacunas y adyuvantes de mucosas
- Determinación de marcadores moleculares del cáncer-enfoque proteómico
- Biología molecular de hongos patógenos de humanos
- Interacciones entre canales activados por ligando
- ATP y sus funciones en la comunicación sináptica
- Cáncer cervicouterino y papilomavirus: epidemiología y diagnóstico molecular
- Leucemias: diagnóstico y epidemiología molecular

##### Biotecnología Molecular
- Metabolitos de interés farmoquímico
- Diagnóstico molecular de enfermedades hereditarias e infecciosas, cáncer y paternidad
- Ingeniería y control de fermentaciones
- Ingeniería de cultivo celular
- Expresión de proteínas de interés biotecnológico

### Ciencias Ambientales

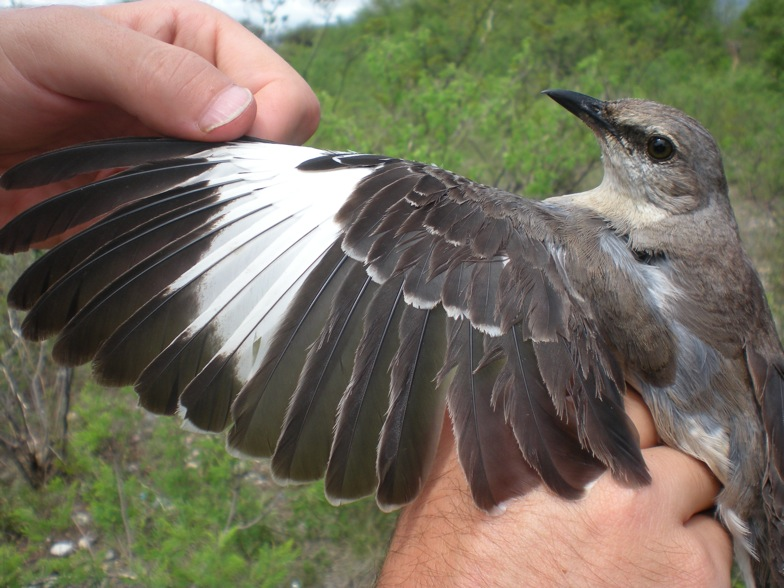
Estudio de aves migratorias

La división de Ciencias Ambientales está enfocada al estudio de los recursos naturales y su aprovechamiento sustentable. [Entre sus líneas de investigación se encuentra el tratamiento y reutilización del agua, la producción de bioenergía y el manejo de residuos orgánicos para generar subproductos. El objetivo fundamental es la contribución para la solución integral de los problemas ambientales con impacto nacional e internacional y vinculado con diversos sectores.

#### Áreas estratégicas y líneas de investigación

##### Biotecnología e Ingeniería Ambiental
- Tratamiento biológico de efluentes industriales y municipales
- Digestión de residuos orgánicos y producción de biocombustibles
- Degradación de compuestos xenobióticos
- Remoción de metales pesados y compuestos orgánicos por procesos de adsorción, intercambio iónico y membranas
- Tratamiento de emisiones

##### Ecología y Cambio Ambiental Global
- Cambio de uso y cobertura de suelo y degradación de ecosistemas
- Biodiversidad, ecología de poblaciones y comunidades vegetales y animales
- Ecofisiología vegetal y de ecosistemas
- Conservación y restauración ecológica
- Cambio climático e interacciones biósfera-atmósfera

### Matemáticas Aplicadas
La División de Matemáticas Aplicadas surge como un esfuerzo para impulsar la aplicación de las matemáticas en el país e incrementar su número de especialistas. Sus líneas de investigación tienen como objetivo de describir el comportamiento dinámico y/o las características intrínsecas de sistemas físicos a través de su modelado matemático. Manteniendo interés en promover un enfoque multidisciplinario con el estudio de sistemas biológicos, eléctricos, químicos o electromecánicos.

#### Áreas estratégicas y líneas de investigación

##### Biomatemáticas/ Física Teórica
- Física matemática
- Aplicación de la física matemática a la biología

##### Control y sistemas dinámicos/ Sistemas Alineales
- Sistemas mecánicos con dinámica discontinua y/o subactuada
- Análisis y control de sistemas positivos
- Control Robusto
- Sistemas mecánicos subactuados y con restricciones no holónomas
- Control por retroalimentación de salida

##### Control y sistemas dinámicos/sistemas electrónicos de potencia
- Control de máquinas eléctricas
- Inversores UPS
- Rectificadores AC-DC
- Convertidores DC-DC
- FACTS (Filtros activos serie y paralelo UPFC, TCSC)
- Sistemas electrónicos de potencia

##### Control y sistemas dinámicos/Sistemas electromecánicos
- Sistemas de generación eólicos
- Aplicaciones de métodos geométricos al

estudio de sistemas mecánicos
- Máquinas eléctricas ( motor de inducción)

##### Biomatemáticas/topología
- Modelos topológicos
- Aplicaciones de la topología a la teoría de la estabilización

##### Biomatemáticasanálisis dinámico de sistemas biológicos
- Estabilidad y estabilización de sistemas alineales
- Caracterización de dinámica no lineal

##### Biomatemáticas/Sistemas alineales
- Sistemas con retardos
- Regulación en diabetes en sangre humana

### Geociencias Aplicadas
Esta división se creó por sugerencia del Gobierno del Estado de San Luis Potosí y tomando en cuenta una de las áreas estratégicas para el desarrollo de la región, entre ellas la explotación de los yacimientos minerales y el estudio integral del agua (sobre su disponibilidad y abastecimiento en zonas semidesérticas). El conocimiento generado permite ofrecer asesorías y servicios a los sectores académicos, social, gubernamental y privado.

#### Meteorología
- Contaminación atmosférica, circulación atmosférica, oceanografía, modelación numérica

##### Geofísica
- Magnetometría
- Exploración de Agua Subterránea

##### Geoinformática
- Detección de materiales orgánicos e inorgánicos a través de imágenes de satélite hiperespectrales
- Carta geográfica
- Sistemas de información geográficos vectoriales y raster

##### Geología
- Hidrogeología
- Geotécnia
- Geología Regional
- Yacimientos minerales metálicos y no metálicos
- Riesgo Geológico

##### Minería
- Exploración Minera
- Minería

### Materiales Avanzados
El desarrollo y estudio de materiales avanzados es un área estratégica que fue considerada desde la creación del instituto, en esta división se realizan investigaciones teóricas y experimentales de materiales nanoestructura y materiales orgánicos para su aplicación en electrónica orgánica. El objetivo es comprender sus propiedades mecánicas, electrónicas y magnéticas para posteriormente desarrollar tecnologías novedosas.

#### Áreas estratégicas y líneas de investigación

##### Magnetometríavibracional
- Obtención y caracterización de materiales magnéticos
- Polvos y láminas delgadas
- Propiedades magnéticas en sistemas de baja dimensionalidad

##### Nanociencia y nanotecnología
- Estructura atómica de materiales complejos
- Nuevos materiales nanoestructurados
- Propiedades magnética de nuevos materiales nanoestructurados

##### Superficies
- Dinámica molecular

##### Aleaciones
- Superficies de aleación metálicas

## Laboratorios Nacionales
Además de las cinco divisiones académicas el IPICYT cuenta con tres laboratorios nacionales, los cuales poseen el equipo y la infraestructura necesaria para proporcionar servicios especializados para el sector privado. Estas áreas facilitan la vinculación de los sectores académico, empresarial y gubernamental.

### Centro Nacional de Supercómputo (CNS)
El Centro Nacional de Supercómputo (CNS) es un proyecto que se inicia en 2003 con la firma de un convenio de colaboración con el Texas Advanced Computing Center de la Universidad de Texas en Austin que permite la adquisición de una supercomputadora Cray T3E, precedente para la creación de un centro dedicado al supercómputo con liderazgo en el país.
La división de Ciencias Ambientales En 2006 se inauguran las instalaciones del actual CNS dentro del campus del IPICYT, donde a través de apoyos gubernamentales se logra la adquisición de un equipo Cray XD1 y posteriormente un clúster (informática) IBM E1350, además de los recursos necesarios para su funcionamiento como sistemas de enfriamiento, servidores y estaciones de trabajo. Esta infraestructura permitió que el equipo del CNS se colocara en el top 500 de las supercomputadoras más rápidas del mundo.
Entre las funciones actuales del CNS están las de proveer los recursos de cómputo de alto rendimiento necesarios y de vanguardia para el desarrollo científico de las áreas de investigación que se cultivan dentro de los distintos centros del Consejo Nacional de Ciencia y Tecnología (Conacyt); así como realizar investigación en las áreas de ciencias computacionales y computación de alto desempeño, con formación de recursos humanos de alto nivel.

#### Servicios

##### Académicos
- Acceso a la infraestructura en cómputo de alto rendimiento y manejo de recursos
- Acceso a software paralelo y serial
- Conexión segura con encriptamiento

##### Empresariales y privados
- Acceso a la infraestructura en cómputo de alto rendimiento y manejo de recursos
- Procesamiento en colas dedicadas con diversos procesadores
- Almacenamiento en línea
- Storage on demand
- Desarrollo de sistemas integrales

### Laboratorio Nacional de Biotecnología Agrícola, Médica y Ambiental (LANBAMA)
El LANBAMA fue creado con aportaciones del Consejo Nacional de Ciencia y Tecnología (Conacyt) y de Gobierno del Estado de San Luis Potosí. Está concebido como un laboratorio de servicios para las áreas agropecuaria, médica y ambiental y está operado por el Instituto Potosino de Investigación Científica y Tecnológica (IPICYT).
Los servicios que ofrece el LANBAMA son respaldados por los investigadores del instituto y su objetivo es promover el desarrollo científico y tecnológico de los sectores social, público y privado.

#### Servicios al sector académico y privado

##### Biología Molecular
- Secuenciación de ácido desoxirribonucleico (ADN) y productos de PCR.
- Preparación de muestras Para PCR punto final, PCR tiempo real y secuenciación.
- Identificación de marcadores genéticos PCR punto final y PCR tiempo real.
- Evaporación de líquidos Concentración y desecación de muestras acuosas, alcohólicas o con alta presión de vapor.
- Fotodocumentación

##### Ciencias Ambientales
- Determinación de contaminantes en líquidos y/o gases.
- Determinación de metales pesados en muestras de minerales, agua y suelos.
- Determinación de trazas de mercurio y arsénico.
- Análisis del área superficial de materiales Microporo y mesoporo.
- Análisis en suelos y flora.

### Laboratorio Nacional de Investigaciones en Nanociencias y Nanotecnología (LINAN)
El LINAN es el primer proyecto de su tipo ubicado en San Luis Potosí,  México, dedicado a la investigación y desarrollo de la nanotecnología. Este laboratorio es accesible a los institutos de investigación, a las universidades públicas y las industrias en la región central del país. Su finalidad es impulsar la investigación y la tecnología enfocada a la nanotecnología en México. Entre sus objetivos esta la creación del punto central de una red multidisciplinaria de instituciones, industrias y de investigadores interesados en nanociencias.

#### Áreas de investigación
- Síntesis de Nanoestructuras y Biomimetics
- Nanomateriales magnéticos y sus aplicaciones
- Nanobiotecnología
- Caracterización de biomateriales nanoestructurados
- Nanocompuestos
- Cálculos electrónicos de Nanosistemas

En la División de Materiales Avanzados se realiza la síntesis, caracterización y el empleo de nuevos materiales y nanoestructuras para su uso en aplicaciones emergentes. Materiales como grafeno, titanias, nanotubos, nanocompuestos, materiales híbridos y biomateriales diversos son investigados tanto a nivel básico como en aplicaciones, tales como en la generación de fuentes alternas de energía, electrónica orgánica, sensores de gases, nanomedicina, inactivación de microorganismos patógenos, etc.
El departamento de materiales avanzados ha desarrollado investigaciones alrededor del los nanotubos de carbono. Uno de sus trabajos más relevantes ha sido el mejoramiento de compuestos poliméricos de nanotubos de carbono. También han desarrollado trabajos en el estudio de la toxicología de los nanotubos de carbono. Así como, el estudio de su crecimiento en diferentes condiciones. Este departamento coopera con el departamento de Biología para aprovechar los sistemas biológicos y poder desarrollar materiales funcionales. Por ejemplo, han usado amaranto y agave para almacenar nanocristales de oxalato de calcio los cuales pueden ser colectados a través sus hojas. Otras investigaciones se concentran en el uso de puntos de quanto para la administración de medicina en el tratamiento de cáncer.

#### Equipo
- Microscopio electrónico de barrido FEI XL 30 con cañón de emisión de campo, analizador de rayos x (EDAX) y accesorio de barrido – transmisión (STEM).
- Difractómetro de rayos x para polvos.
- Microscopio electrónico de barrido de doble haz con cañón de emisión de doble campo, columna iónica, analizador de rayos x e inyectores de galio y platino.
- Microscopio electrónico de transmisión JEOL 200 CX.
- Sistema de medición de propiedades físicas Quantum Design PPMS.
- Microscopio electrónico de transmisión con analizador de rayos X, detector de campo oscuro a alto ángulo y espectrómetro de pérdidas de energía.
- Microscopio electrónico de barrido de alta resolución FEI Quanta 200 con detector de electrones retrodispersadors y posibilidades de observación en bajo vacío.
- Espectrómetro Raman Renishaw con dos láseres.
- Microscopio de fuerza atómica JSPM-5200, JEOL
- Máquina de deposición por pulverización catódica V3, INTERCOVAMEX

##### Integrantes[7]
- Dra.Yadiria Itzel Vega Cantú
- Dr. Miguel Ávalos Borja
- Dr. Horacio Flores Zúñiga
- Dr. Braulio Gutiérrez Medina
- Dr. José Luis Rodríguez López
- Dr. Vicente Rodríguez González
- Dr. Román López Sandoval
- Dr. Florentino López Urías
- Dr. Emilio Muñoz Sandoval
- Dr. David Ríos Jara

## Oferta académica
El IPICYT ofrece cinco programas de posgrado, cuyo propósito es la formación de recursos humanos a nivel de maestría y doctorado para contribuir al desarrollo de la investigación científica y la innovación tecnológica del país. Todos estos programas pertenecen al Programa Nacional de Posgrados de Calidad (SEP – Conacyt)

### Biología Molecular
- Maestría en Ciencias en Biología Molecular
- Doctorado en Ciencias en Biología Molecular
- Doctorado Directo en Ciencias en Biología Molecular

### Ciencias Ambientales
- Maestría en Ciencias Ambientales
- Doctorado en Ciencias Ambientales
- Doctorado Directo en Ciencias Ambientales

### Control y Sistemas Dinámicos
- Maestría en Control y Sistemas dinámicos
- Doctorado en Control y Sistemas dinámicos

### Geociencias Aplicadas
- Maestría en Geociencias Aplicadas
- Doctorado en Geociencias Aplicadas

### Nanociencias y materiales
- Maestría en Nanociencias y Materiales
- Doctorado en Nanociencias y Materiales
- Doctorado Directo en Nanociencias y Materiales

## Premio El Potosí
El Premio «El Potosí» es máximo reconocimiento que otorga el IPICYT a los académicos por sus logros profesionales, su nombre alude al valor que esta distinción representa para reconocer el trabajo realizado por los acreedores.
Fue instituido en 2003 y se entrega cada mes de noviembre bajo las categorías de Interno, Externo y Estudiantil.

## Divulgación
Además de los proyectos de investigación y de formación académica el IPICYT también ha buscado fomentar espacios de entendimiento con la sociedad a través de proyectos de Divulgación, entre ellos destaca la atención al público infantil a través de estrategias de educación no formal y el acercamiento con sectores desfavorecidos y alejados del quehacer científico y tecnológico.

## Algunos proyectos

### Biología Molecular
- Vacunas comestibles
- Estudios sobre Cándida Glabrata

### Ciencias Ambientales
- Producción de materiales adsorbentes con valor agregado
- Diseño de sistemas de aeración de compostas

### Materiales Avanzados
- Nanotubos de carbono
- Estudios de proteínas y ácidos nucleicos a través de pinzas ópticas

### Geociencias Aplicadas
- Modelación de fenómenos meteorológicos
- Estudios integrales del agua
- Geofísica
- Geoquímica

### Matemáticas Aplicadas
- Desarrollo de kits para hibridación de vehículos
- Desarrollo de una bomba de insulina para la diabetes mellitus